# Трестія (Бузеу)
Трестія (рум. Trestia) — село у повіті Бузеу в Румунії. Входить до складу комуни Козієнь.
Село розташоване на відстані 104 км на північ від Бухареста, 31 км на північний захід від Бузеу, 118 км на захід від Галаца, 79 км на південний схід від Брашова.

## Населення
За даними перепису населення 2002 року у селі проживали 226 осіб, усі — румуни. Усі жителі села рідною мовою назвали румунську.